# Erzabt

Wappenmuster eines Erzabtes als höherer Oberer einer Erzabtei

Wappenmuster eines Erzabtes als Haupt (Oberer) einer Kongregation

Ein Erzabt (lateinisch archiabbas, „erster Abt“) ist in der Regel der Abt eines Klosters, das den Rang einer Erzabtei hat.
Ein Erzabt behält seinen Titel auch nach seiner Emeritierung bei.

## Im Benediktinerorden
Erzabteien sind bei den Benediktinern entweder die Stammklöster mancher Kongregationen, zum Beispiel die Erzabtei Beuron in der Beuroner Kongregation und die Erzabtei Sankt Ottilien in der Benediktinerkongregation von St. Ottilien oder vom Papst mit dem Titel Erzabtei ausgezeichnete Abteien, z. B. die Erzabtei St. Peter in Salzburg. Allerdings gehört nicht jeder Kongregation eine Erzabtei an.
In manchen Fällen hat der Erzabt zugleich die Leitung seiner Kongregation inne; so ist der Erzabt von Pannonhalma zugleich Ordensoberer der gesamten Ungarischen Kongregation. Bis Oktober 2012 war auch der Erzabt von St. Ottilien zugleich Leiter der Ottilianer Kongregation. Seither sind wie etwa auch in der Beuroner Kongregation, Erzabtei und Erzabt (heute) reine Ehrentitel; die Leitung der Kongregation liegt hier bei einem gewählten Abtpräses. In diesem Fall rangiert der Erzabt bei der Präzedenz hinter dem Abtpräses, ansonsten geht der Erzabt allen anderen Äbten der Kongregation vor. Der Erzabt gehört (wie alle Äbte) zu den Höheren Oberen (superiores maiores).

## Im Zisterzienserorden
Bei den Zisterziensern der allgemeinen Observanz trug der ehemalige Generalabt, der langjährige Abt der Abtei Zirc und Präses der Kongregation von Zirc, Polikárp Zakar, seit dem Jahr 2000 den offenbar persönlichen Titel eines Erzabtes, ohne dass dieser an seinen Nachfolger übergegangen bzw. die Abtei Zirc in den Rang einer Erzabtei erhoben worden wäre. Lediglich als historische Reminiszenz trägt hingegen der Generalabt im „Zisterzienserorden strengerer Observanz“ (Trappisten) noch den Titel eines „Erzabtes von Cîteaux“.

## Erzabteien weltweit (Stand 2024)
- Erzabtei Montecassino, Italien
- Erzabtei Martinsberg, Pannonhalma, Ungarn
- Erzabtei St. Martin in Beuron, Deutschland
- Erzabtei St. Ottilien in Eresing, Deutschland
- Erzabtei St. Peter in Salzburg, Österreich
- Erzabtei St. Vincent in Latrobe (Pennsylvania), USA
- Erzabtei St. Meinrad in Spencer County (Indiana), USA
- Erzabtei Břevnov-Broumov in Prag und Broumov (Doppelabtei), Tschechien
- Erzabtei Sao Bento in Salvador da Bahia, Brasilien

Alle Erzabteien gehören dem Benediktinerorden an.